# Karl Seiffert
Karl Seiffert (Bremen, 24 d'abril de 1856 - Slesvig, 1929) fou un professor i compositor alemany. Fou professor del seminari de la seva ciutat nadiua i crític musical de les Bremer Nachrichten. Va compondre lieder, cors per a homes amb acompanyament d'orquestra, peces per a violí i piano i obertures. A més va publicar l'obra Ergebnisse des Unterrichts in der Harmonielehre an Lehrerseminaren (1898).